# Soğukpınar, Perşembe
Soğukpınar là một xã thuộc huyện Perşembe, tỉnh Ordu, Thổ Nhĩ Kỳ. Dân số thời điểm năm 2010 là 968 người.